# 하찬석 국수배 영재바둑대회
하찬석 국수배 영재바둑대회는 합천군이 후원하고 합천군 바둑협회가 협력하며 한국기원이 주최하는 대회이다. 1, 2회 대회는 '합천군 초청, 영재 정상 바둑대결’이라는 대회 명으로 주최되어 영재기사와 정상급 기사가 팀을 이뤄 대결을 벌이는 비공식 대회로 치러진다. 3회 대회부터 국내 최연소 프로기사 8명이 출전해 8강 토너먼트 본선을 통해 결승3번기로 우승자를 가리는 방식으로 변경되었다. 우승자는 합천군에서 랭킹 1위 박정환 9단과 기념대국을 벌이며 동시에 한ㆍ중ㆍ일 영재바둑대결에 한국 대표로 출전할 수 있다.

## 대회 방식
- 5회 대회부터 17세 이하(1999년 이후 출생) 프로기사 중 일반인입단대회 출신을 허용해 16명의 바둑영재들이 참가한다.

## 대국 규정
- 각자 20분으로 착수시 20초가 추가되는 피셔방식으로 진행한다. (11회부터 적용)

## 대회 상금
- 우승상금은 800만원,  준우승 400만원이다.
- 11회 대회부터 우승 1000만원, 준우승 500만원으로 증액됐다.

## 역대 우승자

#### 1회(2013)
| 영재팀      | 전 | 적 | 정상팀      | 결과            |
| ----------- | -- | -- | ----------- | --------------- |
| 신진서 初단 | O  | X  | 이창호 九단 | 영재팀2:1정상팀 |
| 신민준 初단 | O  | X  | 최철한 九단 | 영재팀2:1정상팀 |
| 변상일 二단 | X  | O  | 이세돌 九단 | 영재팀2:1정상팀 |

#### 2회(2014)
| 영재팀      | 전 | 적 | 정상팀      | 결과            |
| ----------- | -- | -- | ----------- | --------------- |
| 신민준 初단 | O  | X  | 이창호 九단 | 영재팀2:1정상팀 |
| 나현 三단   | O  | X  | 이세돌 九단 | 영재팀2:1정상팀 |
| 신진서 二단 | X  | O  | 최철한 九단 | 영재팀2:1정상팀 |

| 회수 | 연도 | 우승        | 전적 | 준우승      |
| ---- | ---- | ----------- | ---- | ----------- |
| 3    | 2015 | 신진서 二단 | 2:1  | 신민준 二단 |
| 4    | 2016 | 박종훈 初단 | 2:1  | 박진영 二단 |
| 5    | 2017 | 설현준 三단 | 2:0  | 최영찬 初단 |
| 6    | 2018 | 박현수 二단 | 2:0  | 박진영 二단 |
| 7    | 2019 | 문민종 初단 | 2:1  | 강우혁 二단 |
| 8    | 2020 | 현유빈 二단 | 2:1  | 김경환 初단 |
| 9    | 2021 | 문민종 四단 | 2:0  | 이연 三단   |
| 10   | 2022 | 김범서 三단 | 2:0  | 권효진 四단 |
| 11   | 2023 | 박지현 四단 | 1:0  | 원제훈 三단 |
| 12   | 2024 | 조상연 初단 | 1:0  | 김은지 九단 |
| 13   | 2025 | 김은지 九단 | 2:1  | 정준우 三단 |